# پیتر اسکولاری
پیتر اسکولاری (انگلیسی: Peter Scolari؛ ۱۲ سپتامبر ۱۹۵۵ – ۲۲ اکتبر ۲۰۲۱)، بازیگر اهل ایالات متحده آمریکا بود. از فیلم‌های معروف او می‌توان به خواهری پسران و کمپ ناکجاآباد اشاره کرد.